# Blackburneus laxepunctatus
Blackburneus laxepunctatus är en skalbaggsart som beskrevs av Schmidt 1910. Blackburneus laxepunctatus ingår i släktet Blackburneus och familjen Aphodiidae. Inga underarter finns listade.